# Gosvin IV. Valkenburški
Gosvin IV. Valkenburški (Falkenburški) († pred 1212) je bil srednjeveški vitez iz plemiške rodbine Valkenburških-Heinsberških. Med drugim je bil gospod Valkenburški.  Skupaj s svetim Gerlahom iz Houthema velja kot ustanovitelj samostana svetega Gerlaha v Houthemu v Južnem Limburgu.

## Biografija
O Gosvinovem življenju je malo znanega. Po smrti očeta Gosvina III. Valkenburškega je postal gospod dežele Valkenburg.
Ko je leta 1199 papež Inocenc pridigal o četrti križarski vojni, se je Gosvin čutil poklicanega, da sodeluje v križarski vojni. Iz neznanih razlogov ni mogel izpolniti te križarske zaobljube. Gosvinu je bilo izrečeno cerkveno izobčenje, ki ga je lahko razveljavil le s precejšnjo donacijo cerkvi. Gosvin je zato podaril zemljo v Houthemu in svojo alodsko kmetijo v Munstergeleenu samostanu v Heinsbergu, ki je na njej zgradil samostan Svetega Gerlacha.
Gosvin IV. je bil poročen z Juto (Gudo) Limburško, hčerko limburškega vojvode Henrika III . Gosvin je umrl brez otrok pred letom 1212. Nasledil ga je Ditrih I. Valkenburški, sin Adelajde, dedinje Heinsberga, Gosvinove nečakinje. Ker je Adelajda v listinah imenovana »dedna hči«, se lahko domneva, da je imela neko obdobje skrbništvo nad graščino Valkenburg. Gosvin IV. je bil zadnji gospod, ki je bil neposredni potomec Gosvina I. Valkenburškega.